# Vámos Soma
Vámos Soma (Tiszaigar, 1881. december 4. – 1965. március 16.) magyar nemzeti labdarúgó-játékvezető. Polgári foglalkozása sportvezető.

## Pályafutása
A kor szellemének megfelelően több sportágban aktívan tevékenykedett: futball-, birkózás-, atlétika-, torna és úszás. Az MLSZ tanácsa határozata alapján hivatalos mérkőzéseket csak az vezethet, aki a Bíróvizsgáló Bizottság (BB) előtt elméleti és gyakorlati vizsgát tett. Az MLSZ által üzemeltetett bajnokságokban tevékenykedett. Az MLSZ BT javaslatára NB II-es, majd 1906-tól a Terézvárosi TC (TTC) egyesület III. fokú (legmagasabb minősítés) NB I-es bíró. Küldési gyakorlat szerint rendszeres partbírói szolgálatot is végzett. 1908–1914 között a futballbíráskodás második generációjának legjobb játékvezetői között tartják nyilván. A nemzeti játékvezetéstől 1923-ban visszavonult. NB I-es mérkőzéseinek száma: 26.
| Időpont              | Helyszín                    | Mérkőzés típusa          | Mérkőzés                    | Eredmény | Nézők száma |
| -------------------- | --------------------------- | ------------------------ | --------------------------- | -------- | ----------- |
| 1906. szeptember 16. | Soroksári pálya, Soroksár   | első NB I-es mérkőzése   | Ferencvárosi TC–Fővárosi TC | 6 – 2    | 2700        |
| 1923. február 28.    | Üllői úti Stadion, Budapest | utolsó NB I-es mérkőzése | MAFC–Ferencvárosi TC        | 0 – 1    | 4000        |

Kiváló sportvezetői tevékenységét a Postatakarékpénztári Tisztviselők SE-ben kezdte, mint a futballszakosztály vezetője. A  TTC alelnöke, főtitkára és a futballszakosztály vezetője. 1908 körül az Ifjúsági LSZ elnöke, az MLSZ (országos és a budapesti) Bíró Bizottság (BB) tagja, majd alelnöke illetve társelnöke. A legkiválóbb bírók egyike volt. Mint a BT vizsgabizottság elnöke és a Bíróküldő Bizottság elnöke nagy hírnévre tett szert. 1914. szeptember 14-én a BB elnökség tagjaként már a mozgósítás első napján bevonult.
Az MLSZ megbízásából kettő válogatott összeállítását segítő válogató bizottság tagja: Neuwelt Emil, Vámos Soma, Pártos Gyula/Stobbe Kálmán, Mamusich Mihály és a szövetségi kapitány Kiss Gyula.
| Időpont          | Helyszín                        | Mérkőzés típusa                   | Mérkőzés                                    | Játékvezető        | Eredmény | Nézők száma |
| ---------------- | ------------------------------- | --------------------------------- | ------------------------------------------- | ------------------ | -------- | ----------- |
| 1921. június 5.  | Hungária krt. Stadion, Budapest | 78. válogatott mérkőzés           | Magyarország–Németország                    | Heinrich Retschury | 3 – 0    | 30 000      |
| 1921. június 26. | Üllői úti Stadion , Budapest    | nem hivatalos válogatott mérkőzés | Magyar labdarúgó-válogatott–Dél-Németország | Hans Schmidt       | 3 – 0    | 25 000      |

Több szakmai (játékszabályok) értékelése jelent meg különböző lapokban. Az egyik, 1947-es Népsportban elemezte a játékszabályok változtatásának szükségességét.
A Bírói Tanács Aranyjelvénnyel, aranyoklevéllel elismert sportember. 1958-ban azoknak a játékvezetőknek, akik 30 és ennél több esztendeje szolgálták játékvezetőként a labdarúgást ügyét, a Magyar Testnevelési és Sporthivatal elnöke (MTSH) a Testnevelés és Sport érdemes dolgozója jelvényt adományozta. A Játékvezető Testület díszveretét Tabák Endre főtitkár nyújtotta át a kitüntetettnek.